# Холодовая травма
Холодо́вая тра́вма — вид травмы, при котором холод является основным повреждающим фактором. Может возникнуть даже при незначительных температурах, при условии контакта с промёрзшей поверхностью (металлы, бетон, жидкости и др. ) Холодовая травма делится на категории: прямой и косвенный контакт, а также на местный и общий. Прямой возникает при непосредственном контакте с холодным предметом, работе с криогенными жидкостями и т. п., а косвенный при обморожениях, холодном воздухе и др. При общей холодовой травме страдает весь организм, а при местной только поражённая его часть. Чаще всего при холодовой травме поражаются руки.
Холодовая травма по своему поражающему воздействию во многом схожа с ожогом. Зимой, особенно в мороз, не стоит касаться металлических предметов голыми руками — можно легко заработать холодовую травму или даже примёрзнуть к металлу, в этом случае холодовая травма будет даже тяжелее, чем ожог от горячего металла, при котором человек инстинктивно отдёргивает поражённую часть тела.
Тяжёлые и крайне тяжёлые холодовые травмы возникают редко, в основном у людей, работающих с криогенными жидкостями и материалами или живущих в местах, где наблюдаются крайне низкие температуры. Стоит отметить, что те же криогенные жидкости, попавшие на человека, например жидкий азот, зачастую не могут мгновенно вызвать тяжёлую холодовую травму (если, конечно, не погружать руки в них) по причине своей низкой теплопроводности и образования газовой прослойки вследствие резкого вскипания при контакте с поверхностью.

## Степень влияния холодовой травмы на организм
- В лёгких случаях холодовая травма подобна простому ожогу, угрозы для здоровья и жизни нет;
- При тяжёлых случаях наблюдается глубокое поражение конечностей вплоть до полного их разрушения, тяжёлое переохлаждение всего организма, возможен шок и угроза для жизни и здоровья.

## Лечение
Согласно клиническим рекомендациям принципы лечения холодовой травмы включают: постепенное согревание пораженных тканей (исключая быстрое нагревание и растирание); медикаментозную терапию (обезболивание, антикоагулянты, антиагреганты, при необходимости – антибиотики); хирургическую обработку некротических тканей только после четкого отграничения зоны поражения. Дополнительно возможно использование средств, ускоряющих регенерацию тканей (например, препарат плазмиды pCMV-VEGF165).